# ローレンス・ドハティー

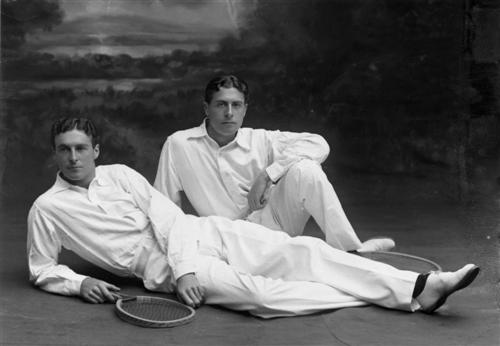
ドハティー兄弟

ローレンス・ドハティー（Laurence Doherty, 1875年10月8日 - 1919年8月21日）は、イングランド・ウィンブルドン出身の男子テニス選手。フルネームは Hugh Laurence Doherty （ヒュー・ローレンス・ドハティー）という。3歳年上の兄レジナルド・ドハティーとともに「ドハティー兄弟」（Doherty Brothers）として活躍した。ローレンスは“Laurie”（ローリー）という愛称で呼ばれ、小柄な弟であったことから“Little Do”（リトル・ドー）とも呼ばれた。
1903年に史上初のグランドスラム2冠を達成。1902年から1906年までウィンブルドン5連覇（大会歴代2位記録）。金メダルを2個獲得。

## 来歴
ローレンスとレジナルドの「ドハティー兄弟」は、1897年から1906年まで「10年連続」ウィンブルドン選手権の男子ダブルス決勝に進み、1902年と1906年の2度敗れたのみで、通算「8勝」を記録した。先に兄のレジナルドが1897年から1900年までウィンブルドン選手権のシングルスに「4連覇」を達成したが、その間の1898年に決勝でローレンスとレジナルドの“兄弟対決”があり、ローレンスは兄に敗れたことがある。1901年にレジナルドの連覇記録が止まった後、弟のローレンスは1902年から1906年までウィンブルドン選手権のシングルス「5連覇」を達成した。1902年から1906年まで、ドハティー兄弟はシドニー・スミス＆フランク・ライスリー組と5年連続で男子ダブルスの決勝対決をしている。ドハティー兄弟は「兄弟2人でウィンブルドンのシングルス9勝」を樹立した兄弟テニス選手として、テニス競技の初期に名前を刻んだ。
ドハティー兄弟はウィンブルドン選手権のみならず、海外遠征にも積極的であった。1900年のパリ五輪では、ローレンスは男子シングルスと、兄弟のダブルスの2部門で金メダルを獲得した。全米選手権にも遠征し、ダブルスでは1902年と1903年に2連覇を達成する。ローレンスは1903年にシングルスでも優勝を飾ったが、この時の決勝戦では、前年度の決勝でレジナルドを破ったウィリアム・ラーンドと対戦した。ローレンスは 6-0, 6-3, 10-8 でラーンドを破り、兄の“敵討ち”に成功した。
ドハティー兄弟は2人とも早逝し、先に兄のレジナルドが1910年12月29日に38歳で亡くなった。弟のローレンスも1919年8月21日に43歳で死去した。1980年、兄弟は2人揃って国際テニス殿堂入りを果たしている。

## 主な成績
- ウィンブルドン選手権

シングルス5連覇（1902年-1906年）
ダブルス8勝（1897年-1901年・1903年-1905年）　［すべてレジナルドとのペア。準優勝2度：1902年・1906年］
- 全米選手権　シングルス1勝（1903年）／ダブルス2勝（1902年＆1903年）
- オリンピック　1900年パリ五輪金メダル（男子シングルス・男子ダブルス）